# Bayhan Gürhan
Bayhan Gürhan est un chanteur et écrivain, né le 14 mars 1980 à Adana, en Turquie.

## Biographie
La jeunesse de Bayhan a été très dure. À l'âge de 5 ans, il perdit sa mère et pendant longtemps il vécut dans les rues, jusqu'à l'âge de 11 ans, quand il rencontra son père et décida de vivre avec lui. 
Le 23 janvier 1997, à l'âge de 17 ans, il est pris en flagrant délit de vol dans un commerce à Adana. La même année, il se fait prendre encore une fois pour vol. 
Le 12 août 1998, après avoir été accusé d'avoir volé l'argent de sa grand-mère, une dispute provoque le meurtre de son cousin, Mehmet Ali Gürhan, ce qui mène Bayhan Gürhan directement en prison,. 
Par la suite, il s'installe avec son père à Alanya. 
En 2003, il se fait connaître grâce à l'émission "Popstars" turque. Sa voix spécifique lui permet très rapidement de se faire remarquer et aimer par de nombreux fans. Ses albums Hayal Edemiyorum (Je ne peux en rêver) et Vurdumduymaz (Imperméable) ont été une grande réussite. Il a participé notamment dans des séries turques et des concours de sport télévisé entre 2012 et 2014. 
Persécuté à cause de son passé par les autres artistes turcs, travaillant aujourd'hui dans la restauration, Bayhan préfère rester hors des caméras mais continue toujours de chanter dans de petites soirées musicales.

## Discographie

### Albums
| Année | Titre             |
| ----- | ----------------- |
| 2004  | Hayal Edemiyorum  |
| 2008  | Vurdumduymaz      |
| 2009  | Kısa Veda         |
| 2011  | Yalan             |
| 2011  | Yenildim          |
| 2011  | Cezayir Menekşesi |
| 2013  | Şafak Türküsü     |

Dans l'album Hayal Edemiyorum, Bayhan Gürhan a repris la musique Unchained Melody écrite par Hy Zaret (en) et composée par Alex North.